# Connie Sawyer
Connie Sawyer, eigentlich Rosie Cohen (* 27. November 1912 in Pueblo, Colorado; † 21. Januar 2018 in Woodland Hills, Kalifornien), war eine US-amerikanische Schauspielerin. Sie war bis 2014 die älteste noch aktive Schauspielerin der Welt.

## Leben
Connie Sawyer war die Tochter eines eingewanderten Rumänen orthodox-jüdischen Glaubens und einer Amerikanerin. Die arrangierte Ehe kam auf Vermittlung ihres Onkels zustande. Sie wurde in Pueblo, Colorado, geboren. Im Alter von sieben Jahren zog sie mit ihrer Familie nach Oakland, Kalifornien, wo diese ein Militaria-Geschäft betrieb.
Da ihre Mutter selbst davon träumte, Schauspielerin zu sein, finanzierte sie ihrer Tochter Gesangs- und Tanzunterricht. Nach ihrer Highschoolzeit trat Sawyer kurzzeitig in San Francisco auf, bevor sie im Alter von 19 Jahren nach New York City ging, um dort als Nachtclubsängerin auf der Bühne zu stehen. Es folgten eine Karriere als Stand-up-Komikerin und mehrere Auftritte am Broadway, darunter auch im Stück A Hole in the Head, welches später von Frank Sinatra verfilmt wurde, der deutsche Titel war Eine Nummer zu groß. Sie selbst spielte dabei erneut die Figur der Miss Wexler. Damit startete sie ihre Filmkarriere, die insgesamt mehr als 150 Film- und Fernsehproduktionen, darunter auch Der Marshal, Harry und Sally und Was das Herz begehrt umfasst, wobei sie fast ausschließlich kleinere Nebenrollen spielte.
Connie Sawyer stand noch 2014 mit über 100 Jahren vor der Kamera und veröffentlichte 2017 ihre Autobiografie I Never Wanted to Be a Star – and I Wasn’t. Sie lebte zuletzt im Motion Picture Country House im kalifornischen Woodland Hills, wo sie im Januar 2018 mit 105 Jahren starb.
Sie war zehn Jahre mit einem Filmproduzenten verheiratet und hatte zwei Töchter.

## Filmografie (Auswahl)
- 1959: Eine Nummer zu groß (A Hole in the Head)
- 1961: Ada – Frau mit Vergangenheit (Ada)
- 1966: Die ‚allerletzten‘ Geheimagenten? (The Last of the Secret Agents?)
- 1967: Der Weg nach Westen (The Way West)
- 1969: Der Marshal (True Grit)
- 1975: The Man in the Glass Booth
- 1977: Oh Gott … (Oh, God!)
- 1978: Die Geliebte des Präsidenten (The President’s Mistress, Fernsehfilm)
- 1978: Eine ganz krumme Tour (Foul Play)
- 1979: … und Gerechtigkeit für alle (…And Justice for All)
- 1979: Die Chance seines Lebens (Fast Break)
- 1984: Katastrophe auf dem Potomac – Absturz in die eisigen Fluten (Flight 90: Disaster on the Potomac, Fernsehfilm)
- 1985: Vergesst die Liebe nicht (Do You Remember Love, Fernsehfilm)
- 1989: Harry und Sally (When Harry Met Sally…)
- 1989: Lolita Kill (Far from Home)
- 1990: Fegefeuer der Eitelkeiten (The Bonfire of the Vanities)
- 1992: Die Kandidatin – Für Familie und Vaterland (Majority Rule, Fernsehfilm)
- 1992: Opposite Sex – Der kleine Unterschied (The Opposite Sex and How to Live with Them)
- 1992: Verhängnisvolle Liebe (Something to Live for: The Alison Gertz Story, Fernsehfilm)
- 1994: Dumm und Dümmer (Dumb & Dumber)
- 1996: Gefahr aus dem Weltall 2 (It Came from Outer Space II, Fernsehfilm)
- 1998: Jagd auf Marlowe (Where’s Marlowe?)
- 1998: Out of Sight
- 2000: Die wilden Siebziger (That ’70s Show, Fernsehserie, eine Folge)
- 2003: Was das Herz begehrt (Something’s Gotta Give)
- 2007: How I Met Your Mother (Fernsehserie, eine Folge)
- 2008: Ananas Express
- 2013: Navy CIS: L.A. (NCIS: Los Angeles, Fernsehserie, eine Folge)
- 2013–2014: Ray Donovan (Fernsehserie, zwei Folgen)
- 2014: New Girl (Fernsehserie, eine Folge)
- 2014: Lovesick – Liebe an, Verstand aus (Lovesick)